# Oxypoda rugicollis
Oxypoda rugicollis är en skalbaggsart som beskrevs av Ernst Gustav Kraatz 1856. Oxypoda rugicollis ingår i släktet Oxypoda, och familjen kortvingar. Arten är reproducerande i Sverige.